# Enganyapastors alabarrat petit
L'enganyapastors alabarrat petit (Systellura decussata) és una espècie d'ocell de la família dels caprimúlgids (caprimulgidae). És endèmic de la zona litoral del Perú i del nord de Xile. Els seus hàbitats principals són els següents ambients secs tropicals i subtropicals: boscos de frondoses secs, així com praderies, sabanes i matollars secs. El seu estat de conservació es considera de risc mínim.